# Hassan-i Sabbah
Hassan-i Sabbah, eller al-Hassan ibn as-Sabbah, född 1050 i Persien, död 1124, var grundare av den shiitiska lönnmördarsekt som blivit kända under namnet assassinerna. Han kallas även "Den gamle vid berget".

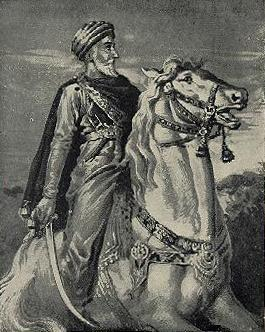
Illustration föreställande Hassan-i Sabbah.

Hassan-i Sabbah föddes i den persiska staden Qom, och flyttade senare med sin familj till Rajj. Enligt en notis i hans ofullbordade självbiografi studerade han religion redan som barn. Vid sjutton års ålder övergav han sina föräldrars tro, shiitismen, och anslöt sig till fatimidernas mission. Inför deras imam gav han en trohetsed, och sändes till Kairo för att missionera. Han anlände 30 augusti 1078, men blev deporterad till Syrien eftersom han drogs in i politiska svårigheter. Han återvände därefter till Persien för att missionera. Han lyckades inta bergsfästningen Alamut i Elburz 1090, där han skulle komma att stanna i till sin död. Flera anhängare anslöt sig, och sekten intog stora områden i fästningens omgivning och spred skräck runt om i Persien. Assassinerna behöll fästningen tills mongolerna störtade dem. Först 1272 var sekten oskadliggjord. 
Assassinerna användes för att mörda personer i Persien, Syrien och Palestina. Från sektens namn kommer det engelska och franska ordet för lönnmördare, assassin. Ryktet om sekten nådde Europa genom de berättelser korsriddarna förde med sig hem.

## Eftermäle
Hassan-i Sabbah finns omnämnd i historiskt kontext samt är en av karaktärerna i boken The Illuminatus! trilogy av Robert Shea och Robert Anton Wilson.